# Нартециум
Нарте́циум, или Нарте́ций, или Нарте́ция, или Костоло́м (лат. Narthécium) — род травянистых растений семейства Нартециевые (Nartheciaceae).

## Ботаническое описание

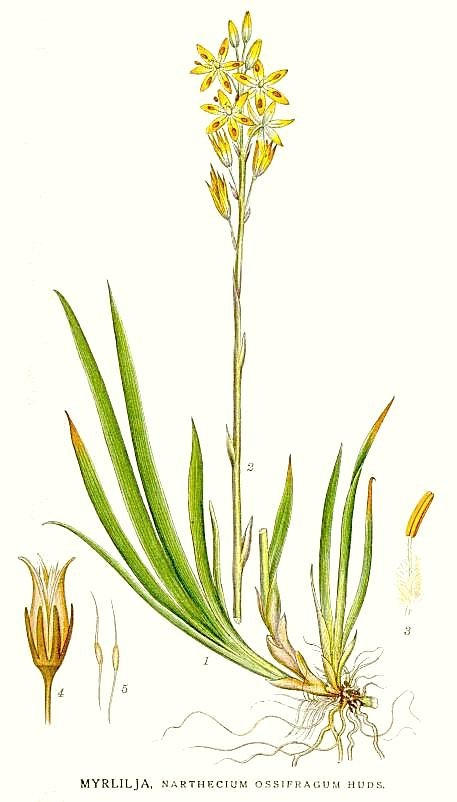
Narthecium ossifragum — типовой вид рода.

Многолетние травянистые растения. Корневище ползучее, ветвистое.
Приземные листья линейные, расположены двурядно. Стеблевые листья короткие, немногочисленные.
Цветки с линейными прицветничками, собраны в кисть. Околоцветник венчиковидный, желтый или желтовато-зеленый, шестираздельный, доли отклонённые. Тычинки короче околоцветника, нити беловойлочноопушённые. Гинецей синкарпный, столбик колонновидный, рыльце трёхлопастное.
Плод — продолговатая, коническая многосемянная коробочка, раскрывается по гнёздам (локулицидно). Семена веретеновидные, на концах с вытянутыми нитевидными придатками.

## Виды
Род включает 7 видов:
- Narthecium americanum Ker Gawl. (1812) — Нартециум американский
- Narthecium asiaticum Maxim. (1867) — Нартециум азиатский
- Narthecium balansae Briq. (1901) — Нартециум Балансы, или Нартециум кавказский
- Narthecium californicum Baker (1876) — Нартециум калифорнийский
- Narthecium ossifragum (L.) Huds. (1762) — Нартециум костоломныйtypus
- Narthecium reverchonii Celak. (1887)
- Narthecium scardicum Košanin (1913)